# جهنده گورخری
جهنده گورخری (نام علمی: Spialia zebra) نام یک گونه از سرده جهندگان خاکستری است.